# Hullahalli, Nanjangud
Hullahalli là một làng thuộc tehsil Nanjangud, huyện Mysore, bang Karnataka, Ấn Độ.